# Synegia rosearia
Synegia rosearia är en fjärilsart som beskrevs av John Henry Leech 1897. Synegia rosearia ingår i släktet Synegia och familjen mätare. Inga underarter finns listade i Catalogue of Life.